# 奧澤爾納 (基輔州)
49°38′14″N 30°8′5″E / 49.63722°N 30.13472°E
奧澤爾納（羅馬化：Ozerna）是位於烏克蘭北部的村莊，由基辅州白采爾克瓦區的小維利尚卡市鎮負責管轄。該村處於波普拉夫卡河畔，始建於1656年，2001年該村落人口2,975。